# 對Windows XP的批評
Windows XP在安全性、效能及產品啟用等方面均受到不少批評，其次还有大多数中国大陆使用者对Windows XP的严重依赖。

## 安全問題
Windows XP被批評其易受惡意軟件、電腦病毒、特洛伊木馬及蠕蟲的感染。虽然Windows XP是第一个使不同用户拥有不同限制的系统权限的Windows系统 ，但用户在默认情况下会使用不受限制的管理员账户，这样一旦账户遭到入侵，那么病毒就可以在系统里畅通无阻。
Windows XP在市場上的佔有率很大，已成為病毒創作者眼中誘人的目標之一。安全漏洞在它們被利用前通常是難以發現的，這樣令先發制人的行動變得十分困難。微软表示，系统补丁的发布常常是黑客对那些相应漏洞进行传播利用的来源。黑客通过查明补丁所修复的功能，从而利用存在的漏洞， 然后对未安装补丁的系统发起攻击。微軟推薦所有系統開啟自動更新以防止系統被通过未修補的隱錯（BUG）攻擊，但是一些企業的IT部門需要在更新全面部署到系統前先進行測試，以預測自訂軟件及基礎架構的相容性問題。這種部署的週轉時間會令系統處於不安全狀態的時間延長。
在2001年發佈的XP內置Internet Explorer 6，這個瀏覽器在現在已經不安全且過時。自2010年2月起，微軟鼓勵所有使用者升級到Internet Explorer 8，這個瀏覽器的安全性較好。

## 使用者介面及效能
批評家聲稱Windows XP的使用者介面預設值（Luna）增加了視覺上的混亂，浪費了屏幕的空間，而且令運行速度減慢。但用戶能夠很容易地切換回Windows傳統主題。
Windows XP使用一段時間後，系統運行速度會明顯下降。一些使用者會採用重新安裝作業系統的方式來解決，也有一些甚至會購買新的電腦；但實際上仍然有較方便的方法解決這個問題。Windows Vista以後的版本在這方面的問題輕微許多。

### 翻译错误
Windows XP有时会弹出“Memory could not be read.”的报错信息，意思应当为“无法读取内存”，在简体及繁體中文版中却被错误翻译为“该内存不能为‘read’”。一直到Windows XP停止支持微软都没有更正这一翻译错误。

## 向前相容性
一些从Windows 9x转移到XP的用户不喜欢Windows XP缺少原生DOS支持。虽然XP能够通过一个DOS虚拟机和 COMMAND.COM 运行一些 DOS 程序，但它仍然不能运行许多较老的 DOS 程序。这主要是因为 XP 是基于 NT 内核的，而不是用 DOS 作为基础。一些不能原生运行在XP的DOS程序（主要是需要直接读取硬件的）可以运行在DOSBox类的DOS模拟器或VMware、Virtual PC类的虚拟机中。这也适用于程序去直接读取模拟出来的硬件对象。

## 產品啟用及驗證

### 產品啟用
為了減少盜版，Windows XP引進產品啟用。產品啟用需要電腦或使用者在一定時間內透過互聯網或電話連絡微軟進行啟用，以繼續使用該作業系統。如果使用者的電腦系統曾經改變，例如升級電腦中的兩個相關組件，Windows將會回復到未啟用狀態，使用者需要在特定的寬限期內重新啟用。如果使用者試圖頻繁地重新啟用，系統將不能在線上啟用。使用者便需要透過電話聯絡微軟，以取得一個新的啟用碼。
但是，产品激活只适用于零售渠道和系统组装商（指本地的电脑小厂商）使用的系统。“金牌OEM”（指大的电脑销售商）使用的系统会与电脑 BIOS 中的特殊签名绑定（如果换为没有密钥的主板，系统仍需要激活），批量授权版系统也并不需要激活。可以预见到，盗版者会使用网上广为流传的批量授权，来激活并使用批量授权版系统。

### 產品金鑰測試
除了產品啟用外，Windows XP服務包會拒絕安裝在帶有已知被廣泛使用作未經授權安裝的產品金鑰的Windows XP系統。这些产品密钥有的只能用于一份系统（来自零售渠道和系统组装商），有的只能用于一家OEM厂商（用于BIOS绑定版系统），有的只能用于一家公司（用于批量授权版系统），且直接包含在产品中。但是有許多批量授權的產品金鑰（如上面所提到可以避免產品啟用）被放上互聯網，並被用作大量未經授權的安裝。服務包中有一張清單包含了這些金鑰，並且不會為使用這些金鑰的Windows XP進行更新。
微软为Windows XP Service Pack 2开发了一套新的密钥验证引擎来检测不合法的密钥，甚至是以前从未被使用过的密钥。一些安全顾问担心拒绝为盗版 Windows XP 提供安全更新将会产生严重后果，甚至合法使用者也将波及到。此后，微软决定停用这套新的密钥验证引擎。Service Pack 2只像Service Pack 1一样检查一小部分经常使用的密钥的清单。这代表着Service Pack 2不能安装在使用旧的盗版密钥的Windows XP系统上，但更近期传播的密钥可能可以用来更新系统。
目前，微軟提供安全性更新到Windows XP时沒有檢查其是否是合法授權版本。其他所有非安全性更新，用戶需要擁有合法授權版本的Windows。

### Windows 正版验证
虽然产品啟動和许可服务器在一些商业软件和产业软件中很普遍，但 Windows XP 第一次把这个概念引入个人计算机软件行业。微软把这个计划命名为“Windows 正版验证”。這個系統被微軟引進以抑制非法的Windows XP銷售。用户需要在一段时间内向微软公司激活软件以便继续使用操作系统。如果用户在激活后对电脑进行改动（更换两个以上的硬件设备），Windows 可能停止运行直到用户再次向微软激活。
WGA包含兩個部份，一個基於電腦硬件的啟用/驗證系統部份及一個用戶通知系統。其次，Windows的WGA亦會在安裝Internet Explorer 7、Windows Media Player 11、Windows Defender及Microsoft Office 2007時驗證系統。最近，微軟在Internet Explorer 7的安裝中移除了WGA驗證，這項改變的目的是為了使IE7提供給所有Windows用戶。
如果产品密钥被认定为盗版，系统将每隔一段时间提示用户从微软购买正版授权。 另外，用户只能从Microsoft Update获得高危安全更新，增强功能的新版本软件和其他微软产品同样不能被下载和安装。在2008年8月26日，微軟發佈了一個新的WGA驗證程式。如果電腦不能通過其驗證，桌面背景將會顯示為全黑色。使用者可以變更桌面背景，但是背景會在一小時後重設為黑色。
WGA有幾個普遍的批評。WGA被列為一個「重要安全性更新」，在預設情況下，使用者無需干涉，自動更新會自動下載它。這種行為就像在后台連線通訊的間諜軟件，每當電腦連接互聯網，就會在使用者不知情的情形之下祕密連接微軟。一旦安裝，WGA並不會知會使用者它會做甚麼（於2006年的一次更新中改正了）。在beta測試期間，WGA也沒有提供一個恰當的解除安裝方法（提供了一個手動移除方法給使用者，但在最終無效）。WGA也對硬件的改變很敏感，使部份開發者手中的系統需要反複重新啟用。如果使用者沒有互聯網或電話連接，將會難以在正常情況下啟用。
嚴格來說，即使該通知是強制性下載或安裝，使用者也能夠改變他們的自動更新設定以容許他們選擇哪些更新需要下載或安裝。如果該更新已經下載，使用者也可以選擇不接受該通知附加的終端使用者許可協定（EULA）規定。在兩種情況下，使用者也能夠要求該更新不再出現，把該更新隱藏並不會影響到安裝新的安全性更新。但是，這個設定只對現行版本的通知作出影響，故此有新版本時，它會再次出現。在2006年后，微软牵涉到一桩在加州的集体诉讼，被指控其WGA程序违反了间谍软件法。

### 保護制度破解
「序號產生器」（Key generator）程式，一般稱為「註冊機」（keygens），能夠隨機產生Windows XP產品金鑰並且不經由連絡微軟便能啟用產品。這未必一定允許使用者獲得更新，雖然微軟允許重要的安全性更新能夠經由其下載網址或Windows Update來下載及應用，即使一些翻版或並非真品的Windows。另外，一系列的破解及WGA的破解產生，使用戶能夠在一台运行非真品的Windows被檢查為正版的Windows系統，並允許盜用微軟的更新及增強。

## 在中国大陆的系统依赖
Windows XP系统的扩展支持已于2014年4月8日到期，但是在中国大陆仍然广泛使用，主要原因是“习惯XP系统”而不願意對其升級。其次是地方政府的政務應用和部分高校的網站或對Internet Explorer(尤其是IE6)和ActiveX的嚴重依賴和相關程式更新遲緩，使得用戶“不得不用”，也間接影響了Windows XP的使用量。

## 參看
- 對微軟的批評
- 對Internet Explorer的批評
- 對Windows Vista的批評